# Parapteronotus hasemani
Parapteronotus hasemani és una espècie de peix pertanyent a la família dels apteronòtids i l'única del gènere Parapteronotus.

## Descripció
- Pot arribar a fer 38,1 cm de llargària màxima.[3][4]

## Hàbitat
És un peix d'aigua dolça, bentopelàgic i de clima tropical.

## Distribució geogràfica
Es troba a Sud-amèrica: conca del riu Amazones.

## Observacions
És inofensiu per als humans.